# Meksz Anikó
Meksz Anikó (Szekszárd, 1965. június 18. –) olimpiai bronz- és világbajnoki ezüstérmes magyar kézilabdázó.

## Pályafutása
A Mözsi TSZ SK színeiben kezdte a pályafutását. Az NB1-ben már a Tatabánya KC színeiben mutatkozott be 1982-ben. 1986 és 1996 között a Dunaferr kapusa volt, a csapat tagjaként 1995-ben megnyerték a KEK-et. Az 1995-ben vb-ezüstérmes és az 1996-os atlantai olimpián bronzérmet szerző magyar válogatott tagja volt. Az olimpia után Franciaországba szerződött az AS Bondy csapatához, ahol három évig játszott. 2002-es visszavonulásáig az Alfortville csapatát erősítette. Visszavonulása után szakmai igazgatóként kezdett el tevékenykedni az Alfortvillenél.

## Sikerei

### Klubcsapatban
- EHF-kupagyőztesek Európa-kupája győztes: 1995

### Válogatottban
- Olimpia:
  - bronzérmes: 1996
- Kézilabda-világbajnokság:
  - ezüstérmes: 1995